# Comuna Górowo Iławeckie
Comuna Górowo Iławeckie este o comună (în poloneză: gmina) rurală în powiatul Bartoszyce, voievodatul Varmie-Mazuria, Polonia.
Comuna acoperă o suprafață de 416,27 km² și are, potrivit datelor din anul 2006, o populație de 7.270.